# Picnic at Hanging Rock (roman)
Picnic at Hanging Rock (în engleză Picnic at Hanging Rock, în traducere „Picnic la Hanging Rock”) este un roman de ficțiune istorică din 1967 al scriitoarei australiane Joan Lindsay⁠(d). Având acțiunea amplasată în anul 1900 în statul australian Victoria, romanul relatează dispariția unui grup de eleve de internat în timpul unui picnic de Ziua Sfântului Valentin la formațiunea geologică Hanging Rock⁠(d), precum și efectele acestor dispariții asupra școlii și comunității locale.
Romanul a fost publicat pentru prima dată în Australia în anul 1967 de către editura Cheshire Publishing⁠(d) și a fost retipărit de editura britanică Penguin în 1975. Este considerat de criticii literari drept unul dintre cele mai importante romane australiene⁠(d). A fost inclus în anul 2022 pe lista „Big Jubilee Read⁠(d)” cu 70 de cărți ale autorilor din Commonwealth, selectate pentru a sărbători Jubileul de platină al reginei Elisabeta a II-a⁠(d).
A fost adaptat într-un film omonim din 1975, regizat de Peter Weir.

## Prezentare generală
Cu toate că evenimentele descrise în roman sunt în întregime fictive, romanul este prezentat adesea ca o poveste adevărată⁠(d), ca urmare a existenței unor referințe pseudoistorice ambigue. Sfârșitul său deschis și enigmatic a provocat o analiză academică, critică și publică semnificativă, iar această poveste a devenit, astfel, o parte a folclorului național australian. Autoarea Joan Lindsay a susținut că a scris romanul pe parcursul a două săptămâni în casa ei Mulberry Hill din suburbia Baxter⁠(d) a unității administrative Shire of Mornington Peninsula⁠(d), amplasată pe Peninsula Mornington⁠(d) în statul australian Victoria, după ce avusese mai multe vise succesive cu privire la evenimentele relatate.
Un capitol final, eliminat din roman, a fost publicat postum, într-o carte intitulată The Secret of Hanging Rock, care conține, de asemenea, câteva teorii și comentarii critice cu privire la evenimentele relatate. O altă carte, intitulată The Murders at Hanging Rock, care propunea alte interpretări, a fost publicată în 1980. Romanul lui Joan Lindsay a fost adaptat în alte medii, iar cea mai celebră adaptare este filmul omonim din 1975 al regizorului Peter Weir, care a fost bine primit de critici.

## Rezumat
Romanul începe cu o scurtă prefață în care autoarea afirmă că „cititorii mei trebuie să decidă singuri” dacă acțiunea romanului „este realitate sau ficțiune”, ceea ce sugerează că evenimentele chiar au avut loc în realitate.
Doamna Appleyard, directoarea Colegiului Appleyard, un internat particular pentru fetele din înalta societate aflat în apropierea orașului Mount Macedon⁠(d) (Victoria), dispune organizarea în anul 1900 a unui picnic pentru elevele școlii. Picnicul presupune o excursie de o zi la poalele formațiunii geologice Hanging Rock⁠(d), de Ziua Sfântului Valentin. Una dintre eleve, Sara, care are un conflict mai vechi cu doamna Appleyard, nu primește permisiunea să meargă acolo, iar prietena sa apropiată, Miranda, merge singură. După ce ajung la destinație, elevele se odihnesc și apoi iau masa de prânz. Miranda pleacă împreună cu alte trei colege (Marion, Irma și Edith) către monolit⁠(d), cu scopul de a-l escalada, în ciuda faptului că acest lucru le-a fost interzis. Profesoara de matematică a fetelor, Greta McCraw, părăsește ulterior grupul și pornește separat tot acolo. Miranda, Marion și Irma urcă tot mai sus, într-o stare de transă, în timp ce Edith fuge îngrozită; ea se întoarce în tabără într-o stare de isterie, se simte dezorientată și nu-și amintește precis ceea ce s-a întâmplat. Cele trei fete nu se mai întorc, dar nici domnișoara McCraw, care fusese văzută de Edith urcând către stânci în lenjerie intimă. Seara se apropie, iar restul grupului pornește în căutarea celor trei fete și a profesoarei, nereușind să le găsească.
Aceste dispariții provoacă mare îngrijorare pe plan local și un interes internațional, cele mai vehiculate ipoteze presupuse fiind violul, răpirea și crima. Sunt organizate în zadar câteva căutări intensive în poiana unde avusese loc picnicul și în zonele din jurul stâncii. În acest timp, elevele, profesoarele și restul personalului școlii, precum și membrii comunității locale, încearcă să afle ce s-a întâmplat acolo. Mike Fitzhubert, un tânăr englez care fusese acolo la picnic în aceeași zi, pornește într-o expediție proprie în zona stâncii și o descoperă într-o grotă pe Irma, într-o stare de inconștiență și la un pas de moarte. Ca urmare a faptului că tânărul nu reușește să se întoarcă în timpul plănuit din expediția sa de cercetare, prietenul său, Albert Crundall, care lucra ca vizitiu al unchiului lui Mike, pornește pe urmele sale și îl găsește într-o stare de năucire inexplicabilă în apropierea grotei unde se afla Irma.
În urma acestor evenimente, părinții îngrijorați încep să-și retragă fiicele de la prestigioasa școală, ceea ce-i determină pe mai mulți angajați să plece; meșterul și servitoarea își părăsesc slujba, iar profesoara de limba franceză, Mlle. Dianne de Poitiers, anunță că se va căsători și că va pleca ulterior. O altă profesoară tânără, Dora Lumley, pleacă împreună cu fratele ei, Reg, pierzându-și viața amândoi într-un incendiu survenit la un hotel. În mijlocul tulburărilor petrecute atât în interiorul, cât și în jurul școlii, Sara dispare și este descoperită moartă câteva zile mai târziu, în urma unui posibil suicid (trupul ei este găsit chiar sub turnul școlii, cu capul „zdrobit încât nu mai putea fi recunoscut”). Doamna Appleyard, tulburată de evenimentele care au avut loc, se sinucide sărind de pe marginea unei stânci de la Hanging Rock.
Într-o postfață pseudoistorică, pretinsă a fi extrasă dintr-un articol publicat în anul 1913 într-un ziar din Melbourne, se consemnează că atât școala, cât și secția de poliție Woodend, unde erau păstrate documentele anchetei, au fost distruse de un incendiu de vegetație în vara anului 1901. Vânătorii de iepuri au descoperit în anul 1903, în zona stâncii, o singură bucată de calicot⁠(d) cu volane⁠(d), despre care s-a crezut că făcea parte din rochia profesoarei de matematică, domnișoara Greta McCraw, dar nici ea și nici fetele nu au fost găsite niciodată.

### Capitolul final eliminat
Potrivit editoarei Sandra Forbes, varianta originală a romanului includea un capitol final în care misterul era rezolvat. La sugestia editoarei, scriitoarea Joan Lindsay a eliminat acest capitol înainte de publicarea cărții. Capitolul 18 (Chapter Eighteen), așa cum este cunoscut, a fost publicat postum⁠(d) în anul 1987 ca o carte de sine stătătoare sub numele de The Secret of Hanging Rock de către editura Angus & Robertson Publishing.
Capitolul începe cu Edith care se întoarce în fugă către zona de picnic, în timp ce Miranda, Irma și Marion își continuă ascensiunea. Fiecare fată începe să experimenteze amețeli⁠(d) și să simtă ca și cum „ar fi trasă din interior”. O femeie apare brusc, urcând pe stâncă în lenjerie intimă și strigând „Prin!”, iar apoi leșină. Această femeie nu este menționată pe nume și pare să fie o străină pentru fete, dar narațiunea sugerează că este domnișoara McCraw. Miranda slăbește corsetul femeii pentru a o ajuta să-și revină. Fetele își scot apoi propriile corsete și le aruncă de pe stâncă. În acest timp, femeia își revine și afirmă că corsetele par să plutească prin aer ca și cum ar fi blocate în timp și că nu proiectează umbre. Ea și fetele își continuă drumul împreună. Fetele întâlnesc apoi ceea ce este descris drept „o gaură în spațiu”, prin care ele intră fizic într-o crăpătură a stâncii în urma unei șopârle; femeia nenumită dispare prima în stâncă. Marion o urmează, apoi Miranda, dar când vine rândul Irmei un bolovan aflat până atunci în echilibru (stânca atârnată) se înclină încet și blochează trecerea. Capitolul se încheie cu Irma „zgâriind și lovind cu mâinile goale fața zgrunțuroasă a bolovanului”.
Materialul lipsă are aproximativ 12 pagini; restul cărții The Secret at Hanging Rock conține comentarii ale altor autori precum John Taylor și Yvonne Rousseau. Plutirea în aer a corsetelor și descrierea găurii în spațiu sugerează că fetele s-au confruntat cu un fel de distorsiune temporală, ceea ce este compatibil cu fascinația scriitoarei Joan Linday și cu accentul pus pe ceasuri și timp în roman.

## Scrierea romanului

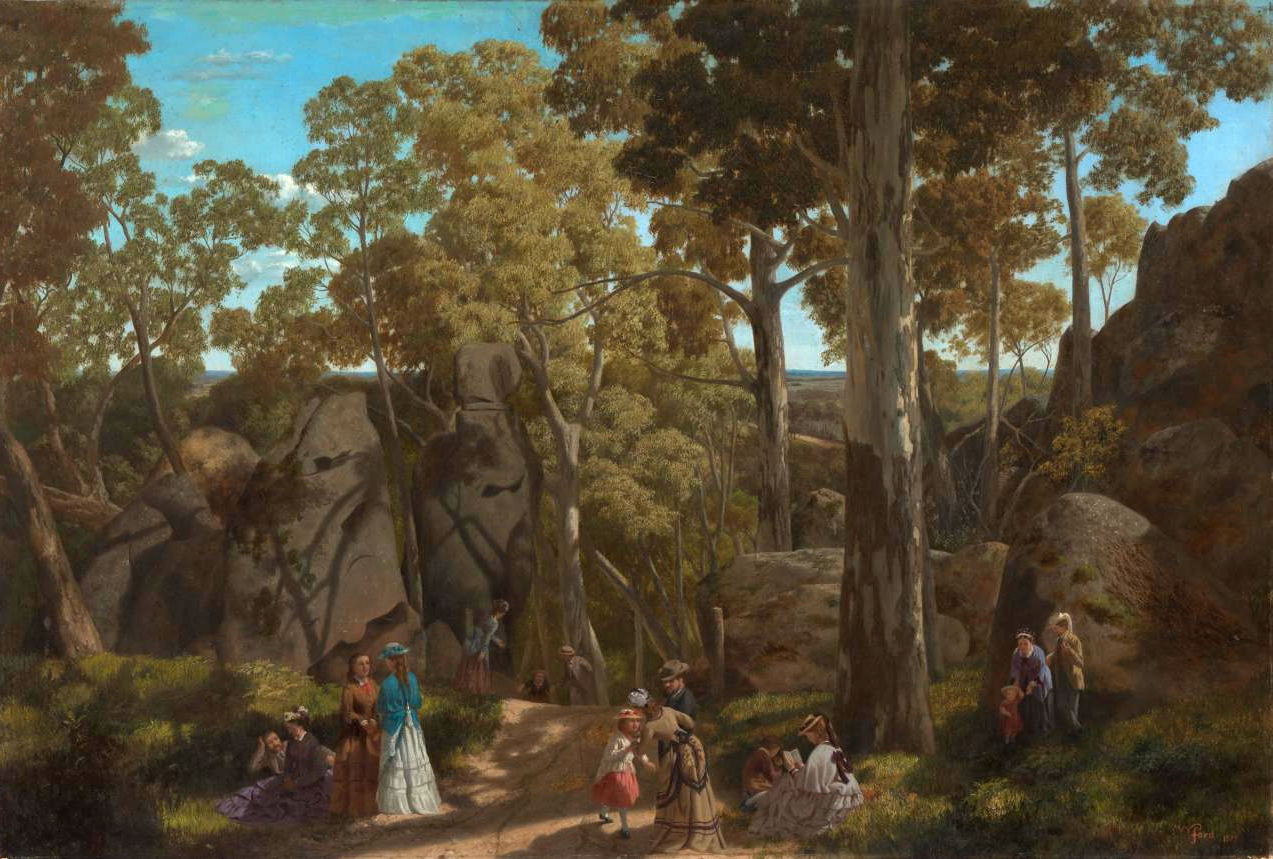
Pictura At the Hanging Rock (1875) a lui William Ford, păstrată la, a inspirat titlul romanului; în afara activității ei de scriitoare, Lindsay era, de asemenea, o pictoriță profesionistă, fiind influențată de arta vizuală.

Joan Lindsay a susținut că a acest roman fusese inspirat de o idee care îi venise într-un vis. Într-un articol publicat în anul 2017 în ziarul The Age⁠(d) din Melbourne, se menționau următoarele: „Visul se concentra pe un picnic de vară într-un loc numit Hanging Rock, pe care Joan îl cunoștea bine din vacanțele petrecute în copilărie. Joan i-a spus lui Rae [menajera ei] că visul părea atât de real încât, atunci când s-a trezit la 7.30 dimineața, ea încă mai putea simți vântul fierbinte de vară suflând printre eucalipți⁠(d) și încă mai putea auzi râsetele și conversațiile persoanelor pe care și le imaginase, ca și veselia și vioiciunea lor în timp ce porneau în expediția fericită către picnic.”
Potrivit menajerei ei din acea vreme, evenimentele din roman au fost visate de Lindsay în câteva nopți succesive.> La câțiva ani după publicarea romanului, Lindsay a povestit astfel sentimentele trăite în timpul scrisului: „Scrierea romanului Picnic at Hanging Rock a fost într-adevăr o experiență, pentru că eram pur și simplu insuportabilă atunci când îl scriam. Mă gândeam la asta toată noaptea și dimineața mă duceam direct și mă așezam pe podea, înconjurată de hârtii, și scriam ca un demon!”
Romanul a fost scris pe parcursul a două săptămâni în casa scriitoarei Joan Lindsay din Mulberry Hill, în apropiere de Melbourne. Gândindu-se la un titlu, Lindsay și-a amintit de pictura At the Hanging Rock a lui William Ford, care atârnase în biroul soțului ei, Daryl⁠(d), de la National Gallery of Victoria⁠(d), și a ales să includă titlul picturii în titlul cărții, deoarece era „simplu și drăguț și deghiza ororile ascunse înăuntru”. Într-un interviu acordat după moartea lui Lindsay, cercetătorul universitar Terrence O'Neill, care se împrietenise cu Lindsay, a remarcat elementele supranaturale ale romanului: „Era clar că [Joan] era interesată de spiritism⁠(d) și tânjea după o anumită dimensiune spirituală în viața ei, dar nu se simțea în largul ei ca să-și dezvăluie această latură în fața soțului ei. Așa că eu cred că a canalizat-o în scrierile ei. Știu că era foarte interesată de Arthur Conan Doyle și de credința și teoriile sale cu privire la spiritism, natură și existența spiritelor.”
Romanul a fost importat pentru vânzare în Statele Unite ale Americii și avea să fie publicat acolo pentru prima oară în anul 2014 de către conglomeratul editorial Penguin Random House⁠(d). În Regatul Unit romanul a fost tipărit în mai multe ediții de editura Vintage⁠(d) (care aparținea grupului Penguin), în 1998 și 2013.

## Relația cu realitatea
Am crezut eu că povestea era adevărată? Noi am discutat despre asta. Dar adevărul era diferit pentru Joan față de noi ceilalți. Ea nu a fost niciodată directă în această privință. Cred că am decis în cele din urmă că era o creație minunată a imaginației. O consider ca o carte despre locuri; o carte picturală care captează atmosfera bush-ului⁠(d) australian. 
Picnic at Hanging Rock este scris sub forma unei povești adevărate și chiar începe și se termină cu un prolog și un epilog pseudoistoric, întărind misterul care atrăsese un interes public și critic semnificativ încă de la publicarea sa în 1967. Cu toate acestea, în timp ce formațiunea geologică Hanging Rock și câteva orașe menționate sunt locuri reale aflate în apropierea localității Mount Macedon⁠(d), povestea în sine este complet fictivă. Lindsay nu a făcut prea multe pentru a risipi mitul conform căruia povestea este inspirată din realitate, fie refuzând să confirme în mai multe interviuri că era o poveste integral ficțională, fie sugerând că unele părți ale cărții erau fictive, iar altele nu. Datele menționate în roman nu corespund datelor reale din calendarul anului 1900. De exemplu, Ziua Sfântului Valentin, 14 februarie 1900, a avut loc într-o miercuri, nu într-o sâmbătă; în mod similar, Duminica Paștelui a căzut pe 15 aprilie 1900, nu pe 29 martie.
Colegiul Appleyard era inspirat într-o oarecare măsură de Clyde Girls' Grammar School⁠(d) din St Kilda East⁠(d) (suburbie a orașului Melbourne), pe care Joan Lindsay a frecventat-o ca elevă externă în perioada adolescenței. De altfel, această școală a fost transferată în anul 1919 în orașul Woodend⁠(d), la aproximativ 8 km sud-vest de Hanging Rock. Clădirea ficțională a colegiului a fost descrisă în carte ca având o vedere înspre est către Mount Macedon pe Bendigo Road. Acest lucru ar plasa-o la aproximativ 5,8 km sud de Woodend. Distanța totală până la Hanging Rock era de aproximativ 12 km.

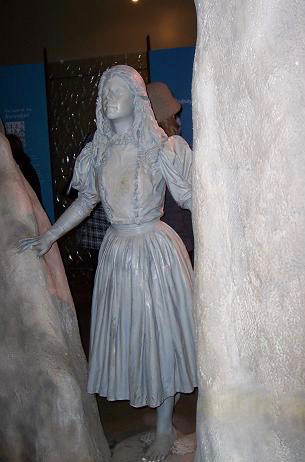
Statuia personajului ficțional Miranda la centrul de vizitatori.

Atunci când a fost întrebată într-un interviu din 1974 dacă romanul este inspirat sau nu din realitate, Joan Lindsay a răspuns: „Ei bine, romanul a fost scris ca un mister și așa rămâne. Dacă puteți trage propriile voastre concluzii, e bine, dar nu cred că contează. Am scris acea carte ca un fel de atmosferă a unui loc și a fost ca și cum aș fi aruncat o piatră în apă. Am simțit această poveste, dacă o puteți numi poveste, iar ceea ce s-a întâmplat de Ziua Sfântului Valentin a continuat să se răspândească în cercuri tot mai largi.”. Misterul nerezolvat al disparițiilor din roman a stârnit un interes public atât de durabil încât o carte a lui Yvonne Rousseau, intitulată The Murders at Hanging Rock („Crimele de la Hanging Rock”) și publicată în 1980, prezenta un grup de soluții posibile.

## Istoria publicării
Romanul a fost publicat pentru prima dată la 1 noiembrie 1967 de F. W. Cheshire⁠(d) din Melbourne, sub conducerea directorului editorial Andrew Fabinyi⁠(d), cu o copertă „de vis” proiectată de ilustratoarea Alison Forbes⁠(d) și lăudată de specialiști. A fost retipărită în anul 1975 într-o ediție broșată de divizia australiană a editurii britanice Penguin Books, cu ocazia lansării adaptării cinematografice. O ediție cartonată ilustrată a fost tipărită în Australia în anul 1987, tot de editura Penguin. A fost retipărită apoi în anul 2013 de Penguin Books Australia, în cadrul seriei „Penguin Australian Classics”.

## Analiză critică
O mare parte a interesului critic și academic față de roman s-a concentrat pe sfârșitul său misterios, precum și pe prezentarea mediului natural al Australiei, în contrast cu populația victoriană a coloniei britanice înființate în 1851. În anul 1987 cercetătorul literar Donald Bartlett a realizat o serie de comparații între modul de prezentare a stâncii de către Lindsay și modul de prezentare a peșterilor fictive Marabar⁠(d) din romanul O călătorie în India⁠(d) al lui E.M. Forster, care au fost interpretate ca o metaforă pentru Pan, zeul grec al naturii: „Există mai mult, desigur, în O călătorie în India decât motivele lui Pan, ca de exemplu simboluri precum șarpele, viespea și viermele nemuritor, fără a mai menționa vasta panoramă a religiilor Indiei. Dar cred că Joan Lindsay a împrumutat probabil în mod conștient unele elemente [din O călătorie în India].”
Cercetătoarea literară Kathleen Steele susține în eseul său „Fear and Loathing in the Australian Bush: Gothic Landscapes in Bush Studies and Picnic at Hanging Rock” că modul de prezentare în acest roman a peisajului natural și a personajelor dispărute reflectă istoria națională a Australiei și relația dintre stâncă și populația aborigenă: „Tăcerea care îi înconjoară pe aborigeni și modul în care europenii au adus în prim-plan «discontinuitatea și diferențele geografice, istorice și culturale», dar le-au negat aborigenilor fie prezența, fie istoria, au creat o conștiință gotică⁠(d) a «ceva profund necunoscut și terifiant în peisajul australian».” Ea adaugă că „Lindsay provoacă o reflecție cu privire la înțelegerea Australiei ca un teritoriu nepopulat, unde nu s-a întâmplat nimic important până când britanicii i-au dat o istorie.”

## Adaptări

### Film
Prima adaptare cinematografică a cărții a fost un scurtmetraj al lui Tony Ingram, un cineast în vârstă de 14 ani, care a primit permisiunea scriitoarei Joan Lindsay pentru a-i adapta cartea într-o lucrare intitulată The Day of Saint Valentine („Ziua Sfântului Valentin”). Cu toate acestea, au fost filmate doar aproximativ zece minute de peliculă înainte ca drepturile de ecranizare să fie cesionate lui Peter Weir pentru realizarea unui lungmetraj, iar producerea scurtmetrajului a fost definitiv abandonată. Cadrele filmate de Ingram sunt incluse pe unele versiuni DVD ale filmului lui Weir.
Versiunea de lungmetraj Picnic la Hanging Rock a avut premiera în cinematograful Hindley Cinema Complex din Adelaide pe 8 august 1975. Ea a devenit un film timpuriu al Noului val australian⁠(d) și este, probabil, primul film de succes internațional din Australia.

### Piesă de teatru
Picnic at Hanging Rock a fost adaptat de dramaturga Laura Annawyn Shamas în 1987 și publicată de editura Dramatic Publishing Company. Această adaptare teatrală a fost reprezentată ulterior în mai multe spectacole în SUA, Canada și Australia. Au existat, de asemenea, și unele adaptări muzicale ale romanului.
O adaptare muzicală pentru tineret realizată de Robert Johns (libretist) și Brian Spence (compozitor) a avut premiera în anul 2007 la Teatrul Minerva din Chichester, comitatul West Sussex, Marea Britanie.
O adaptare muzicală de scenă, cu libret, muzică și versuri de Daniel Zaitchik, a fost programată inițial să aibă premiera în toamna anului 2012 la New York. Musicalul a făcut obiectul unei lecturi scenice în anul 2007 la Centrul Lincoln din New York și a unui atelier teatral ulterior la Conferința Națională a Teatrului Muzical de la Eugene O'Neill Theater Center⁠(d) din 2009. Premiera mondială a musicalului a avut loc în 28 februarie 2014 la Weber State University⁠(d) din Ogden⁠(d) (Utah), în regia lui Jim Christian.
În 2016, Teatrul Malthouse⁠(d) din Melbourne a prezentat o adaptare teatrală dramatizată de Tom Wright⁠(d) și pusă în scenă de Matthew Lutton⁠(d). Producția a fost montată ulterior în ianuarie 2017 la Royal Lyceum Theatre⁠(d) din Edinburgh (Scoția). Producătorii scoțieni au colaborat cu producătorii de teatru australieni de la Teatrul Malthouse din Melbourne și de la Compania Teatrală de Stat Black Swan⁠(d) din Perth. Teatrul Malthouse a reprezentat din nou adaptarea Picnic at Hanging Rock la începutul anului 2018.

### Radio
O formă prescurtată a cărții a fost citită de actrița neozeelandeză Lisa Harrow⁠(d) la postul BBC Radio Four în anul 1996, în cadrul programului Book at Bedtime. Postul BBC Radio 4 a difuzat o adaptare radiofonică a cărții în anul 2010. Distribuția acelei adaptări a fost compusă din Simon Burke⁠(d), Penny Downie⁠(d), Anna Skellern⁠(d) și Andi Snelling.

### Miniserial
În 6 septembrie 2016 s-a anunțat că Fremantle Media și postul de televiziune cu plată Foxtel urmau să producă un miniserial de televiziune în șase părți, care era programat să aibă premiera în anul 2017. Miniserialul a devenit disponibil pe platforma de streaming Amazon Prime⁠(d) pe 25 mai 2018.